# Letnin
Letnin – wieś w Polsce położona w województwie zachodniopomorskim, w powiecie pyrzyckim, w gminie Pyrzyce.
W latach 1975–1998 miejscowość administracyjnie należała do województwa szczecińskiego.

## Historia
Wieś w obecnym kształcie zabudowana w XIII w., wspomniana już w 1260 r. należała do rodziny rycerza de Letenin w XIV-XV, żyjącego w Ziemi Pyrzyckiej i Lipiańskiej. 
Znaleziska archeologiczne między innymi: kurhany, groby, narzędzia, ceramika) z epoki kamiennej, osada z okresu brązu na pograniczu z polami Krasnego, cmentarzysko łużyckie na zach. od młyna Górnego, dzida żelazna z okresu lateńskiego, urna z perłami i ceramika z okresu rzymskiego, wczesnośredniowieczny cmentarz szkieletowy na dgrodze do Brzeska ustalają rodowód wsi na IV wiek p.n.e. W 1303 biskup Henryk swemu zastępcy w kapitule, witztumowi (łac. vicedominus), określił stałe dochody właśnie w postaci Letnina wraz z parafią, młynem. W 1487 witztum przekazał Damianowi v. Schóning z Lubiatowa, jego braciom i kuzynom dziedzicznie swe dobra (4 łany chłopskie, zagroda komornika, połowa młyna) po ich zmarłych kuzynach Baltazarze i Janie z Letnina. W 1489 również Antoni Schóning posiadał tu lenno od kapituły. W czasie reformacji Letnin nadal pełni szczególną rolę jako posiadłość vicedominatu, którym zarządzał lenny sołtys. Od końca XVI w. przez 300 lat Letnin był do 1913 gniazdem rodziny sołtysiej Michaelis osadzonej w osobie Joachima przez witztuma Henryka Rahmela, rycerza z okolic Sławna. Rodzina wymarła w latach dwudziestych XX wieku. W 1919 zamieszkiwało – 446 osób, 1920 – 410 osób, 1925 - 456 osób, 1933 - 461 osób, 1939 - 755 osób. 
2 marca 1945 od strony Pstrowic wjechały radzieckie czołgi. Rosjanie zastrzelili burmistrza Wilhelma Lipkę, powieszono nauczyciela z żoną i córką, Po zdobyciu Pyrzyc w młynie Dolnym zakwaterowały pododdziały I Samodzielnej Brygady Moździerzy II Armii WP. W czerwcu młyn Górny został uruchomiony przez Naumanna, pracującego u polskiego żołnierza - osadnika. W lipcu 1945 r. wysiedlono pierwszą partię Niemców, głównie starców i rodziny wielodzietne, zatrzymując zdolnych do pracy. Od jesieni 1945 r. przybywali pierwsi osadnicy z Polski. Pozostałych Niemców wysiedlono w maju 1946.
Nazwa: Latonino 1945, Letninek 1946. Majątek państwowy: 185 ha w 1948, w 1961 - 445 mieszkańców, w 1993 - 402 mieszkańców, w 2007 - 330 mieszkańców. W 1991 obszar wsi wynosił 911 ha. Wieś posiadała zespół śpiewaczym „Kresowianka".

## Zabudowa wsi
- Chałupy z szachulca, w tym chata Tarnowskich (nr 5 i nr. 30) z ciemną kuchnią bez okien - przykład domu pyrzyckiego.

## Zabytki
- kościół z XIII w., zbudowany z granitowej kostki, w 1743 odbudowany po pożarze wywołanym przez uderzenie pioruna. Wewnątrz pozostałości renesansowego tryptyku z wizerunkiem dwunastu apostołów i równie starą ambonę.
- dwór z XIX w., piętrowy z poddaszem, skromnym detalem neogotyckim, na frontowej ścianie sterczyny i blanki, oktagonalna, czterokondygnacyjna wieża[4].